# Goyescas (película)
Goyescas es una película musical española dirigida por Benito Perojo en 1942 y protagonizada por Imperio Argentina, Rafael Rivelles y Armando Calvo. La película es una adaptación de la ópera Goyescas de Enrique Granados, que a su vez se inspiró en los cartones para tapices de Francisco Goya.
La película recibió el premio en el Festival de Cine de Venecia en 1942.

## Reparto
- Imperio Argentina como Petrilla / Condesa de Gualda.
- Rafael Rivelles como Fernando Pizarro.
- Armando Calvo como Luis Alfonso de Nuévalos.
- Manolo Morán como Dueño del mesón.
- Marta Flores como Pepa, La Gitana.
- Juan Calvo como Bandido 1.
- Xan das Bolas como Miguel.
- Ramón Martori como Corregidor.
- Antonio Casas como Paquiro.
- José Latorre como Ministro.
- Manuel Requena como Ventero.
- Eloísa Muro como Reina.
- María Vera como Maja.
- Marina Torres como Doncella de la condesa.
- Antonio Bayón como Bandido 2.
- Carmen Ponce de León como Mujer.